# قنات بالا قلعه ممکا
قنات بالا قلعه ممکا مربوط به دوره قاجار است و در شهرستان کیار، روستای قلعه ممکا واقع شده و این اثر در تاریخ ۱۹ مرداد ۱۳۸۴ با شمارهٔ ثبت ۱۲۸۵۸ به‌عنوان یکی از آثار ملی ایران به ثبت رسیده است.